# ギャリー・マバット
ギャリー・ヴィンセント・マバットMBE（Gary Vincent Mabbutt MBE, 1961年8月23日 - ）は、イングランド・ブリストル出身の元サッカー選手。ポジションはディフェンダー(CB)。元イングランド代表。

## 経歴

### クラブ
1979年に地元クラブのブリストル・ローヴァーズFCでプロデビューを果たす。1982年にトッテナム・ホットスパーFCへと移籍した。
1984年のUEFAカップ制覇や1991年のFAカップ制覇などに貢献。キャプテンとして後方からチームを支え、リーグ通算477試合に出場した。

### 代表
1982年にサッカーイングランド代表に初招集され、1992年までのあいだに16試合に出場し、1ゴールを記録した。しかし、FIFAワールドカップやUEFA欧州選手権の代表メンバーに選ばれることはなかった。

## その他
父親のレイ・マバットは元サッカー選手でブリストル・ローヴァーズFCなどでプレーした。兄のケビンも元サッカー選手でブリストル・シティFCなどでのプレー経験がある。
1994年に大英帝国勲章を叙勲した。

## 獲得タイトル
トッテナム
- UEFAカップ:1回 (1983-84)
- FAカップ:1回 (1990-91)
- チャリティ・シールド:1回 (1991)
- トッテナム年間最優秀選手:1回 (1987)